# Aiysha Smith
Aiysha Kenya Smith (Detroit, 18 luglio 1980) è un'ex cestista statunitense, professionista nella WNBA.

## Carriera
È stata selezionata dalle Washington Mystics al primo giro del Draft WNBA 2003 (7ª scelta assoluta).